# Sem Veeger
Sem Veeger (Oegstgeest, 19 september 1991) is een Nederlands actrice. Ze is bekend van haar hoofdrol in de jeugdfilm Afblijven.

## Biografie
Veeger speelde vanaf haar twaalfde bij de Jeugdtheaterschool Rabarber in Den Haag. In 2006 vertolkte ze de hoofdrol in de Nederlandse bioscoopfilm Afblijven naar het gelijknamige boek van Carry Slee. Op een inschrijving op de website van producent Shooting Star Filmcompany kwamen meer dan 4000 inschrijvingen. Na een selectie werd 800 kandidaten gevraagd op auditie te komen. Na een paar ronden werd Veeger uiteindelijk uitgekozen voor de rol van Melissa.
In februari 2007 was ze te zien in het tweede seizoen van de politieserie Spoorloos verdwenen en in maart 2009 in het derde seizoen van de comedyserie Shouf Shouf!.
In het najaar van 2009 speelde ze Masha Meyer in de televisieserie 2012: Het jaar Nul.

## Trivia
- Veeger viel tijdens de opnamen van Afblijven, waardoor ze een scheurtje in haar kuitspier opliep.

## Filmografie
- Gemeinsame Normdatei: 1208660675
- International Standard Name Identifier: 0000 0003 9108 3579
- Nederlandse Thesaurus van Auteursnamen: 298704862
- Virtual International Authority File: 206701767
- WorldCat: E39PBJyX4phVq47FP63wRx4rMP